# ینی‌شهر
ینی‌شهر (به ترکی استانبولی: Yenişehir) شهری است در کشور ترکیه که در استان بورسا واقع شده‌است. جمعیت این شهر بر اساس سرشماری سال ۲۰۰۸ میلادی ۲۹٬۱۲۸ نفر و بر اساس برآوردهای سال ۲۰۰۹ میلادی ۲۹٬۸۰۲ نفر می‌باشد.